# Helmut Meyer von Bremen
Helmut Meyer von Bremen (* 18. April 1902 in London; † 9. April 1941) war ein deutscher Komponist.

## Leben
Meyer von Bremen entstammt einer Künstlerfamilie. Sein Großvater war der Maler Johann Georg Meyer, genannt Meyer von Bremen. Im Jahr 1905 zog seine Familie nach Leipzig. Er besuchte bis 1921 die Thomasschule zu Leipzig und studierte danach bei Anatol von Roessel, Stephan Krehl, Max von Pauer und Robert Teichmüller am Königlichen Konservatorium der Musik zu Leipzig. Ab 1923 arbeitete er am Landestheater Coburg. Er starb an einem Hirnschlag.
Sein Sohn war der Pianist Alexander Meyer von Bremen.

## Schriften (Auswahl)
- Deutsches Musikschaffen im Spiegel der Rede des Führers zur Einweihung des Hauses der Deutschen Kunst. In: Die Musikwoche, 11. September 1937, S. 3 f.

## Kompositionen (Auswahl)
- Offenbarung Johannes (1932)
- Geistlicher Dialog (1933, UA Dresdner Kreuzchor und Rudolf Mauersberger)
- Silvesterkantate (1934)